# Actinote lapitha
Actinote lapitha is een vlinder uit de familie van de Nymphalidae. De wetenschappelijke naam van de soort is voor het eerst geldig gepubliceerd in 1885 door Otto Staudinger.